# 矢澤剛
矢澤 剛 （やざわ つよし、1994年11月19日 - ）は、日本の気象予報士、防災士、メタバースクリエイター。ウェザーマップ所属。

## 経歴
茨城県守谷市出身。高校3年生だった2012年、空が好きなことから気象予報士を目指した。2016年3月に大学3年生で気象予報士、4年生で防災士の資格を取得した。2017年3月に日本大学文理学部地球システム科学科卒業。2017年4月にウェザーニューズに入社、2019年から株式会社ウイングに所属し、NHK京都放送局やNHK仙台放送局で気象キャスターとして番組に出演した。2024年4月から株式会社ウェザーマップに所属。10月からフジテレビ『Live News イット!』に気象予報士として、ガチャピンとの”やざピン天気”を担当。『バーチャル天気』は自ら開発した。

## 人物
- 好きな食べ物は香味野菜のパクチー[2]。好きな空は夏の入道雲[2]。趣味はカラオケ・ギター・競馬・スノボ[2]。キャンプは京都から仙台に移ってからハマった[7]。特に好きな気象現象はキャンプ場ならではの星空や朝焼け＆夕焼け。珍しい彩雲など[7]。モットーは「伝わる天気予報」[1]
- 2022年に結婚、2024年に1児の父となった[8]。2023年にUnreal Engineを独学で学び、2024年10月からフジテレビ系ニュース番組「Live News イット!」のお天気コーナーを担当[5]。その翌月には、同局「ぽかぽか」でバラエティ初登場。ウエザーマップの会長である森田正光と共演した[4]。また「めざまし8」では天達武史の代行を務めた[9]。

## 出演番組
- 「INTER X-PRESS」（ベイエフエム）[1]
- 2019年4月～2021年3月　ニュース630[2]・京いちにち（NHK京都放送局）
- 2021年4月〜2024年3月　おはよう宮城・ウィークエンド東北[10]など（NHK仙台放送局）
- 2024年　めざまし8・ぽかぽか[4]（フジテレビジョン）ひるおび・TBS NEWS（TBS）[2]
- 2024年10月～　Live News イット!（フジテレビジョン）[3]

## media
CGWORLD
- 【バーチャル天気】二刀流、いや三刀流！Unreal Engineを操る気象キャスター矢澤剛が実践する「伝わる天気予報」[5]

めざましmedia「激かわキッズ奇跡の瞬間」
- パパの変顔VS塩対応の11ヶ月赤ちゃんが話題！[11]
- 「幸せの極み」半月ぶりに再会した生後11ヶ月の赤ちゃんとパパ[12]